# Fußball-Club Bayern München 1978-1979
Questa voce raccoglie le informazioni riguardanti il Fußball-Club Bayern München nelle competizioni ufficiali della stagione 1978-1979.

## Stagione
In estate torna Paul Breitner, ma il Bayern non partecipa alle competizioni europee in conseguenza del dodicesimo posto rimediato in Bundesliga nella passata stagione. In questa, invece, la squadra viene presto eliminata dalla coppa nazionale, ma conclude il campionato in quarta posizione dopo l'avvicendamento in panchina tra Gyula Lóránt e Pál Csernai. È l'ultima stagione di Gerd Müller e, di fatto, anche di Sepp Maier.

## Maglie e sponsor

Branko Oblak (a sinistra) in azione con la seconda maglia bianca, nell'amichevole di fine stagione a San Siro contro i padroni di casa del.

| Casa | Trasferta |  |

## Rosa
| N. |                        | Ruolo | Calciatore           |
| -- | ---------------------- | ----- | -------------------- |
|    | Germania (bandiera)    | P     | Walter Junghans      |
|    | Germania (bandiera)    | P     | Sepp Maier           |
|    | Germania (bandiera)    | P     | Anton Schrobenhauser |
|    | Germania (bandiera)    | D     | Klaus Augenthaler    |
|    | Germania (bandiera)    | D     | Peter Gruber         |
|    | Germania (bandiera)    | D     | Udo Horsmann         |
|    | Paesi Bassi (bandiera) | D     | Martin Jol           |
|    | Germania (bandiera)    | D     | Jupp Kapellmann      |
|    | Germania (bandiera)    | D     | Kurt Niedermayer     |
|    | Germania (bandiera)    | D     | Wolfgang Rausch      |

| N. |                     | Ruolo | Calciatore               |
| -- | ------------------- | ----- | ------------------------ |
|    | Germania (bandiera) | D     | Hans-Georg Schwarzenbeck |
|    | Germania (bandiera) | C     | Paul Breitner            |
|    | Germania (bandiera) | C     | Bernd Dürnberger         |
|    | Slovenia (bandiera) | C     | Branko Oblak             |
|    | Germania (bandiera) | C     | Karl-Heinz Wohland       |
|    | Germania (bandiera) | A     | Norbert Janzon           |
|    | Germania (bandiera) | A     | Fritz Kloo               |
|    | Germania (bandiera) | A     | Gerd Müller              |
|    | Germania (bandiera) | A     | Wilhelm Reisinger        |
|    | Germania (bandiera) | A     | Karl-Heinz Rummenigge    |

## Organigramma societario
Area direttiva
- Presidente:  Wilhelm Neudecker

Area tecnica
- Allenatore: Pál Csernai
- Allenatore in seconda:
- Preparatore dei portieri:
- Preparatori atletici:

## Calciomercato

### Sessione estiva
| Acquisti | Acquisti      | Acquisti               | Acquisti |
| R.       | Nome          | da                     | Modalità |
| -------- | ------------- | ---------------------- | -------- |
| C        | Paul Breitner | Eintracht Braunschweig |          |
| D        | Martin Jol    | ADO Den Haag           |          |

| Cessioni | Cessioni         | Cessioni       | Cessioni |
| R.       | Nome             | a              | Modalità |
| -------- | ---------------- | -------------- | -------- |
| C        | Uli Hoeneß       | Norimberga     |          |
| C        | Alfred Arbinger  | TeBe Berlino   |          |
| A        | Eduard Kirschner | Greuther Fürth |          |
| A        | Rainer Künkel    | Saarbrücken    |          |
| D        | Erhan Önal       | Standard Liegi |          |
| C        | Franz Roth       | Salisburgo     |          |
| D        | Vesely Schenk    | MTV Ingolstadt |          |
| D        | Sepp Weiß        | Würzburg       |          |

### Sessione invernale
| Acquisti | Acquisti | Acquisti | Acquisti |
| R.       | Nome     | da       | Modalità |
| -------- | -------- | -------- | -------- |

| Cessioni | Cessioni | Cessioni | Cessioni |
| R.       | Nome     | a        | Modalità |
| -------- | -------- | -------- | -------- |

## Risultati

### Bundesliga

#### Girone di andata
| Arbitro: | Linn |

|                 |           |  |
| Burgsmüller 32’ | Marcatori |  |

| Arbitro: | Quindeau |

|                                                                            |           |                     |
| Müller 2’, 84’ Breitner 12’ Augenthaler 21’ Rummenigge 40’ Niedermayer 62’ | Marcatori | 8’ Büssers 69’ Jara |

| Arbitro: | Redelfs |

|                          |           |              |
| Rüssmann 42’ Fischer 52’ | Marcatori | 81’ Horsmann |

| Arbitro: | Risse |

|                                         |           |               |
| Dürnberger 5’ Müller 19’ Rummenigge 29’ | Marcatori | 44’ Neuberger |

| Arbitro: | Niemann |

|  |           |                       |
|  | Marcatori | 37’ Janzon 85’ Müller |

| Arbitro: | Waltert |

|                                                                 |           |            |
| Breitner 9’, 82’ Rummenigge 24’, 54’ Niedermayer 34’ Müller 40’ | Marcatori | 75’ Nickel |

| Arbitro: | Meuser |

|                                              |           |              |
| Müller 9’ Dürnberger 65’ Breitner 90’ (rig.) | Marcatori | 41’ Simonsen |

| Arbitro: | Assenmacher |

|            |           |            |
| Hiller 18’ | Marcatori | 65’ Rausch |

| Arbitro: | Heitmann |

|                             |           |            |
| Dürnberger 21’ Horsmann 88’ | Marcatori | 15’ Eggert |

| Arbitro: | Ahlenfelder |

|                       |           |  |
| Hoeneß 55’ Kelsch 60’ | Marcatori |  |

| Arbitro: | Burgers |

|            |           |               |
| Müller 54’ | Marcatori | 51’ Gersdorff |

| Arbitro: | Horstmann |

|            |           |            |
| Müller 61’ | Marcatori | 72’ Müller |

| Arbitro: | Walz |

|                     |           |          |
| Breitner 57’ (rig.) | Marcatori | 89’ Hahn |

| Arbitro: | Stäglich |

|                     |           |            |
| Toppmöller 30’, 41’ | Marcatori | 84’ Müller |

| Arbitro: | Roth |

|                                                     |           |  |
| Schwarzenbeck 4’ Oblak 39’ Breitner 53’, 68’ (rig.) | Marcatori |  |

| Arbitro: | Engel |

|                                                                     |           |                 |
| Allofs 1’, 24’ Seel 51’, 58’ Zimmermann 65’ (rig.) Günther 74’, 86’ | Marcatori | 22’ Augenthaler |

| Arbitro: | Hennig |

|  |           |              |
|  | Marcatori | 19’ Memering |

#### Girone di ritorno
| Arbitro: | Luca |

|                                                          |           |  |
| Dürnberger 9’ Kapellmann 12’ Schwarzenbeck 70’ Oblak 80’ | Marcatori |  |

| Arbitro: | Gabor |

|                                |           |          |
| Dietz 19’ Büssers 25’ Jara 38’ | Marcatori | 8’ Oblak |

| Arbitro: | Horstmann |

|                                  |           |               |
| Rummenigge 48’ Wagner 74’ (aut.) | Marcatori | 45’ Abramczik |

| Arbitro: | Roth |

|                         |           |                |
| Pezzey 69’ Borchers 76’ | Marcatori | 85’ Rummenigge |

| Arbitro: | Barnick |

|  |           |                                            |
|  | Marcatori | 18’, 22’ Eilenfeldt 51’ Graul 63’ Schröder |

| Braunschweig 17 marzo 1979, ore 15:30 CET 23ª giornata | Eintracht Braunschweig | 0 – 0 referto | Bayern Monaco | Stadion an der Hamburger Straße (20 000 spett.)\| Arbitro: \| Ahlenfelder \| |
| Arbitro:                                               | Ahlenfelder            |               |               |                                                                              |

| Arbitro: | Redelfs |

|            |           |                                                                           |
| Amrath 14’ | Marcatori | 9’ Schwarzenbeck 17’, 37’, 75’ Rummenigge 26’ Niedermayer 45’, 84’ Janzon |

| Arbitro: | Risse |

|                                                        |           |  |
| Augenthaler 41’ Dürnberger 57’ Janzon 74’ Breitner 89’ | Marcatori |  |

| Arbitro: | Treib |

|  |           |                |
|  | Marcatori | 83’ Rummenigge |

| Arbitro: | Eschweiler |

|            |           |                    |
| Janzon 67’ | Marcatori | 73’ (rig.) Volkert |

| Arbitro: | Hontheim |

|          |           |              |
| Beer 28’ | Marcatori | 45’ Breitner |

| Arbitro: | Ohmsen |

|                                                    |           |             |
| Rummenigge 8’, 44’ Niedermayer 13’ Janzon 41’, 67’ | Marcatori | 79’ Konopka |

| Arbitro: | Waltert |

|          |           |                                     |
| Hahn 23’ | Marcatori | 17’, 90’ (rig.) Breitner 57’ Janzon |

| Arbitro: | Stäglich |

|                |           |  |
| Rummenigge 42’ | Marcatori |  |

| Arbitro: | Burgers |

|                                                           |           |                                |
| Täuber 3’ Lieberwirth 5’ Weyerich 60’ (rig.) Szymanek 88’ | Marcatori | 18’ (rig.) Breitner 77’ Gruber |

| Arbitro: | Quindeau |

|            |           |            |
| Janzon 76’ | Marcatori | 23’ Allofs |

| Arbitro: | Waltert |

|            |           |                              |
| Keegan 78’ | Marcatori | 73’ Reisinger 80’ Rummenigge |

### Coppa di Germania
| Arbitro: | Glaw |

|                                                                                         |           |  |
| Schwarzenbeck 15’ Niedermayer 16’ Breitner 18’ Augenthaler 63’ (rig.) Müller 81’ (rig.) | Marcatori |  |

| Arbitro: | Walz |

|                                                        |           |                                               |
| Horsmann 16’ Müller 31’ (rig.), 44’ (rig.), 51’ (rig.) | Marcatori | 27’, 29’, 71’ Wagner 41’ Nordmann 69’ Strunck |

## Statistiche

### Statistiche di squadra
| Competizione      | Punti | In casa | In casa | In casa | In casa | In casa | In casa | In trasferta | In trasferta | In trasferta | In trasferta | In trasferta | In trasferta | Totale | Totale | Totale | Totale | Totale | Totale | DR  |
| Competizione      | Punti | G       | V       | N       | P       | Gf      | Gs      | G            | V            | N            | P            | Gf           | Gs           | G      | V      | N      | P      | Gf     | Gs     | DR  |
| ----------------- | ----- | ------- | ------- | ------- | ------- | ------- | ------- | ------------ | ------------ | ------------ | ------------ | ------------ | ------------ | ------ | ------ | ------ | ------ | ------ | ------ | --- |
| Bundesliga        | 40    | 17      | 11      | 4       | 2       | 44      | 17      | 17           | 5            | 4            | 8            | 25           | 29           | 34     | 16     | 8      | 10     | 69     | 46     | +23 |
| Coppa di Germania | -     | 2       | 1       | 0       | 1       | 9       | 5       | 0            | 0            | 0            | 0            | 0            | 0            | 2      | 1      | 0      | 1      | 9      | 5      | +4  |
| Totale            | 40    | 19      | 12      | 4       | 3       | 53      | 22      | 17           | 5            | 4            | 8            | 25           | 29           | 36     | 17     | 8      | 11     | 78     | 51     | +27 |

### Andamento in campionato
| Giornata  | 1  | 2 | 3  | 4 | 5 | 6 | 7 | 8 | 9 | 10 | 11 | 12 | 13 | 14 | 15 | 16 | 17 | 18 | 19 | 20 | 21 | 22 | 23 | 24 | 25 | 26 | 27 | 28 | 29 | 30 | 31 | 32 | 33 | 34 |
| --------- | -- | - | -- | - | - | - | - | - | - | -- | -- | -- | -- | -- | -- | -- | -- | -- | -- | -- | -- | -- | -- | -- | -- | -- | -- | -- | -- | -- | -- | -- | -- | -- |
| Luogo     | T  | C | T  | C | T | C | C | T | C | T  | C  | T  | C  | T  | C  | T  | C  | C  | T  | C  | T  | C  | T  | T  | C  | T  | C  | T  | C  | T  | C  | T  | C  | T  |
| Risultato | P  | V | P  | V | V | V | V | N | V | P  | N  | N  | N  | P  | V  | P  | P  | V  | P  | V  | P  | P  | N  | V  | V  | V  | N  | N  | V  | V  | V  | P  | N  | V  |
| Posizione | 12 | 7 | 12 | 8 | 4 | 2 | 1 | 2 | 2 | 3  | 3  | 3  | 5  | 5  | 4  | 5  | 6  | 5  | 5  | 5  | 5  | 7  | 7  | 5  | 5  | 5  | 5  | 4  | 4  | 4  | 4  | 4  | 4  | 4  |

Legenda:

Luogo: C = Casa; T = Trasferta. Risultato: V = Vittoria; N = Pareggio; P = Sconfitta.

### Statistiche dei giocatori
| Giocatore         | Bundesliga | Bundesliga | Bundesliga  | Bundesliga | Coppa di Germania | Coppa di Germania | Coppa di Germania | Coppa di Germania | Totale   | Totale | Totale      | Totale     |
| Giocatore         | Presenze   | Reti       | Ammonizioni | Espulsioni | Presenze          | Reti              | Ammonizioni       | Espulsioni        | Presenze | Reti   | Ammonizioni | Espulsioni |
| ----------------- | ---------- | ---------- | ----------- | ---------- | ----------------- | ----------------- | ----------------- | ----------------- | -------- | ------ | ----------- | ---------- |
| K. Augenthaler    | 28         | 3          | 5           | 0          | 2                 | 1                 | 0                 | 0                 | 30       | 4      | 5           | 0          |
| P. Breitner       | 33         | 12         | 3           | 0          | 2                 | 1                 | 0                 | 0                 | 35       | 13     | 3           | 0          |
| B. Dürnberger     | 32         | 5          | 3           | 0          | 2                 | 0                 | 0                 | 0                 | 34       | 5      | 3           | 0          |
| P. Gruber         | 8          | 1          | 0           | 0          | 0                 | 0                 | 0                 | 0                 | 8        | 1      | 0           | 0          |
| U. Hoeneß         | 4          | 0          | 0           | 0          | 2                 | 0                 | 0                 | 0                 | 6        | 0      | 0           | 0          |
| U. Horsmann       | 34         | 2          | 0           | 0          | 2                 | 1                 | 0                 | 0                 | 36       | 3      | 0           | 0          |
| N. Janzon         | 18         | 9          | 1           | 0          | 0                 | 0                 | 0                 | 0                 | 18       | 9      | 1           | 0          |
| M. Jol            | 9          | 0          | 0           | 0          | 1                 | 0                 | 0                 | 0                 | 10       | 0      | 0           | 0          |
| W. Junghans       | 0          | 0          | 0           | 0          | 1                 | 0                 | 0                 | 0                 | 1        | 0      | 0           | 0          |
| J. Kapellmann     | 28         | 1          | 1           | 0          | 1                 | 0                 | 0                 | 0                 | 29       | 1      | 1           | 0          |
| F. Kloo           | 0          | 0          | 0           | 0          | 0                 | 0                 | 0                 | 0                 | 0        | 0      | 0           | 0          |
| S. Maier          | 34         | 0          | 0           | 0          | 1                 | 0                 | 0                 | 0                 | 35       | 0      | 0           | 0          |
| G. Müller         | 19         | 9          | 1           | 0          | 2                 | 4                 | 0                 | 0                 | 21       | 13     | 1           | 0          |
| K. Niedermayer    | 34         | 4          | 3           | 0          | 2                 | 1                 | 1                 | 0                 | 36       | 5      | 4           | 0          |
| B. Oblak          | 28         | 3          | 2           | 0          | 2                 | 0                 | 0                 | 0                 | 30       | 3      | 2           | 0          |
| W. Rausch         | 17         | 1          | 4           | 0          | 2                 | 0                 | 0                 | 0                 | 19       | 1      | 4           | 0          |
| W. Reisinger      | 4          | 1          | 0           | 0          | 0                 | 0                 | 0                 | 0                 | 4        | 1      | 0           | 0          |
| K. Rummenigge     | 34         | 14         | 3           | 0          | 2                 | 0                 | 0                 | 0                 | 36       | 14     | 3           | 0          |
| A. Schrobenhauser | 0          | 0          | 0           | 0          | 0                 | 0                 | 0                 | 0                 | 0        | 0      | 0           | 0          |
| G. Schwarzenbeck  | 34         | 3          | 4           | 0          | 2                 | 1                 | 1                 | 0                 | 36       | 4      | 5           | 0          |
| K. Wohland        | 0          | 0          | 0           | 0          | 0                 | 0                 | 0                 | 0                 | 0        | 0      | 0           | 0          |